# 현대해상 야구단
현대해상화재보험 야구단은 1986년 창단된 구단이다. 1997년부터 실업야구에 참여하게 되면서 실업야구팀과 사회인야구팀으로 나뉘어 운영되었는데 같은 그룹 계열사 야구단 현대건설 야구단과 맞대결을 벌이기도 했으나   이 팀이 1999년을 끝으로 해체되는 바람에 2000년부터는 해당 팀(현대해상)만이 현대의 이름을 달고 참여했다. 이후 실업야구팀은 2001년 해체되고, 사회인야구팀만 남아있다. 2007년 한국야구위원회 총재배 8개구단 그룹사 야구대회 우승을 차지했다.

## 주요 선수
- 정몽윤